# Campionati del mondo di ciclismo su strada 2018 - Cronometro femminile Junior
La cronometro femminile Juniors dei Campionati del mondo di ciclismo su strada 2018 si è svolta il 24 settembre 2018 in Austria, con partenza da Wattens ed arrivo ad Innsbruck, su un percorso totale di 19,8 km. La medaglia d'oro è stata vinta dall'olandese Rozemarijn Ammerlaan con il tempo di 27'02"95 alla media di 43,92 km/h, argento all'italiana Camilla Alessio e a completare il podio la britannica Elynor Bäckstedt.
Partenza da Wattens per 46 cicliste, delle quali tutte completarono il percorso.

## Classifica (Top 10)
| Pos. | Corridore            | Squadra       | Tempo    |
| ---- | -------------------- | ------------- | -------- |
| 1    | Rozemarijn Ammerlaan | Paesi Bassi   | 27'02"95 |
| 2    | Camilla Alessio      | Italia        | a 6"80   |
| 3    | Elynor Bäckstedt     | Gran Bretagna | a 17"94  |
| 4    | Pfeiffer Georgi      | Gran Bretagna | a 21"89  |
| 5    | Simone Boilard       | Canada        | a 24"11  |
| 6    | Vittoria Guazzini    | Italia        | a 24"64  |
| 7    | Aigul Gareeva        | Russia        | a 24"66  |
| 8    | Marie Le Net         | Francia       | a 25"69  |
| 9    | Marta Jaskulska      | Polonia       | a 28"24  |
| 10   | Hannah Ludwig        | Germania      | a 28"93  |